# PSYCHO-DELICIOUS
『PSYCHO-DELICIOUS』（サイコ・デリシャス）は、日本のロックバンドであるPINKの3枚目のオリジナル・アルバム。
1987年1月28日にアルファ・ムーンからリリースされた。前作『光の子』（1986年）から1年1か月ぶりにリリースされた作品で、プロデュースは前作に引き続きPINKのほか、アソシエイトプロデューサーに当時アルファ・ムーンに所属していた佐々馨が担当している。
キャッチコピーは『最高にデリシャス。』。

## コンサートツアー
本作の前後あたりから、PINKのライブは「PSYCHO-DELICIOUS ACT #」と銘打ち全国展開された。

## リリース
1987年1月28日にアルファ・ムーンからLPとCT、CDの3形態でリリースされた。
1994年4月25日にeast west japanからCDのみで再リリースされた。

## 批評
| 専門評論家によるレビュー | 専門評論家によるレビュー |
| レビュー・スコア         | レビュー・スコア         |
| 出典                     | 評価                     |
| ------------------------ | ------------------------ |
| CDジャーナル             | 肯定的                   |

CDジャーナルは、PINKの音楽性を「以前のロック・グループやテクノ・グループが持っていたスピード感覚とはあまりにも異質なスピード感覚で、エスニックな色彩をサウンドにとり入れていた」としたうえで、今作に関しては「ひと息入れている。ひとつの時期のまとめになる完成度を持つ作品」と肯定的な評価を下している。

## 収録曲

### LPレコード, CT
| 全作曲: 福岡ユタカ、全編曲: PINK。 |                     |            |            |      |
| #                                  | タイトル            | 作詞       | 作曲・編曲 | 時間 |
| 1.                                 | 「BODY AND SOUL」   | 宇部セージ | 福岡ユタカ | 4:41 |
| 2.                                 | 「NAKED CHILD」     | 福岡ユタカ | 福岡ユタカ | 4:38 |
| 3.                                 | 「KEEP YOUR VIEW」  | 吉田美奈子 | 福岡ユタカ | 3:54 |
| 4.                                 | 「LOVE IS STRANGE」 | 宇辺セージ | 福岡ユタカ | 3:42 |
| 5.                                 | 「SCANNER」         | 近田春夫   | 福岡ユタカ | 4:08 |
| 合計時間:                          | 合計時間:           | 合計時間:  | 21:03      |      |

| 全編曲: PINK。 |                      |            |                         |       |
| #              | タイトル             | 作詞       | 作曲                    | 時間  |
| 1.             | 「SHADOW PARADISE」  | 吉田美奈子 | 福岡ユタカ              | 5:38  |
| 2.             | 「BODY SNATCHER」    | 福岡ユタカ | 福岡ユタカ ホッピー神山 | 4:07  |
| 3.             | 「SLIP INTO FIRE」   | 吉田美奈子 | 福岡ユタカ              | 5:14  |
| 4.             | 「ELECTRIC MESSAGE」 | 宇辺セージ | 福岡ユタカ ホッピー神山 | 3:46  |
| 合計時間:      | 合計時間:            | 合計時間:  | 合計時間:               | 18:45 |

### CD
| 全編曲: PINK。 |                      |            |                         |       |
| #              | タイトル             | 作詞       | 作曲                    | 時間  |
| 1.             | 「BODY AND SOUL」    | 宇部セージ | 福岡ユタカ              | 4:41  |
| 2.             | 「NAKED CHILD」      | 福岡ユタカ | 福岡ユタカ              | 4:38  |
| 3.             | 「KEEP YOUR VIEW」   | 吉田美奈子 | 福岡ユタカ              | 3:54  |
| 4.             | 「LOVE IS STRANGE」  | 宇辺セージ | 福岡ユタカ              | 3:42  |
| 5.             | 「SCANNER」          | 近田春夫   | 福岡ユタカ              | 4:08  |
| 6.             | 「SHADOW PARADISE」  | 吉田美奈子 | 福岡ユタカ              | 5:38  |
| 7.             | 「BODY SNATCHER」    | 福岡ユタカ | 福岡ユタカ ホッピー神山 | 4:07  |
| 8.             | 「SLIP INTO FIRE」   | 吉田美奈子 | 福岡ユタカ              | 5:14  |
| 9.             | 「ELECTRIC MESSAGE」 | 宇辺セージ | 福岡ユタカ ホッピー神山 | 3:46  |
| 合計時間:      | 合計時間:            | 合計時間:  | 合計時間:               | 39:48 |

## 楽曲解説
1. BODY AND SOUL
  - 歌詞カードには「BODY & SOUL」と表記されている。
2. NAKED CHILD
3. KEEP YOUR VIEW
  - 先行シングル
  - マクセル ビデオカセット CMイメージソング
4. LOVE IS STRANGE
5. SCANNER
6. SHADOW PARADISE
  - 福岡ユタカが2003年にリリースしたアルバム『Y』[4]にてセルフカバーされた。
7. BODY SNATCHER
8. SLIP INTO FIRE
9. ELECTRIC MESSAGE
  - シングル「KEEP YOUR VIEW」のカップリング曲

## 参加ミュージシャン

### PINK
- 福岡ユタカ - ボーカル
- 岡野ハジメ - ベース
- 矢壁アツノブ - ドラム
- ホッピー神山 - キーボード
- 渋谷ヒデヒロ - ギター
- スティーブ衛藤 - パーカッション

### ADDITIONAL MUSICIANS
- 吉田美奈子 - コーラス (#4, #8 & #9)
- 窪田晴男 - ギター (#2, #3 & #4)
- 板倉文 - ギター・ 民族楽器(#1)
- 松下誠 - ギター (#8)
- 若林忠宏 - 民族楽器(#6 & #8)
- 横山英規 - サックス (#1 & #9)
- ワールド・スタンダード - ヴォイス (#1)

## リリース日一覧
| No. | リリース日    | レーベル         | 規格 | 規格品番   | 備考   |
| --- | ------------- | ---------------- | ---- | ---------- | ------ |
| 1   | 1987年1月28日 | アルファ・ムーン | LP   | MOON-28038 |        |
| 1   | 1987年1月28日 | アポロン音楽工業 | CT   | KLA-1515   |        |
| 1   | 1987年1月28日 | アルファ・ムーン | CD   | 32XM-32    |        |
| 2   | 1994年4月25日 | east west japan  | CD   | AMCM-5003  | 再発盤 |